# Lampropholis delicata
Lampropholis delicata — вид сцинкоподібних ящірок родини сцинкових (Scincidae). Ендемік Австралії.

## Поширення і екологія
Lampropholis delicata поширені на сході і південному сході Австралії, від Кернса на північному сході Квінсленда на південь до сходу Нового Південного Уельсу. Окремі популяції існують також на півдні Тасманії, на крайньому заході Вікторії та в Південній Австралії. Крім того, цей вид також був інтродукований на острів Лорд-Гав в Тасмановому морі. а також на Північний острів Нової Зеландії та на Гавайські острови. Lampropholis delicata живуть в тропічних, субтропічних і помірних лісах, на узліссях, в рідколіссях і пустищах, в мангрових заростях та в садах.